# 문영수
문영수(文泳洙, 1867년 ~ 1930년)는 대한민국의 국악인으로 조선 시대 서도소리의 명창이다. 이정화와 더불어 평양 날탕패에서 활약하다가 원각사 시절에 박춘재와 콤비가 되어 서도입창과 재담으로 장안의 인기를 얻었다. 일제 때 취입한 음반에 많은 서도소리가 남아 있고 박춘재와 콤비가 되어 훌륭한 재담도 많이 남아 있다.

## 참고
1. ↑  “문영수” (html). 《엔사이버두산백과사전》. 2010년 1월 26일에 확인함.[깨진 링크(과거 내용 찾기)]